# Gastrancistrus aphidum
Gastrancistrus aphidum är en stekelart som först beskrevs av Julius Theodor Christian Ratzeburg 1848.  Gastrancistrus aphidum ingår i släktet Gastrancistrus och familjen puppglanssteklar. Inga underarter finns listade i Catalogue of Life.